# 天主教坎佩爾教區
天主教坎佩爾教區（拉丁語：Dioecesis Corisopitensis (-Leonensis)）是法國一個羅馬天主教教區，屬雷恩總教區。
教區傳統上被認為成立於6世紀，首任主教是坎佩爾的聖科朗坦。1853年11月23日加銜聖波德萊翁。
教區位於菲尼斯泰爾省，2010年有教友722,000人（佔轄區總人口81.5%）、232個堂區、304名司鐸。現任教區主教為若望-馬利·拉韋爾。